# Ілона Сербська
Ілона (Олена) Сербська (угор. Ilona, серб. Јелена / Jelena; бл. 1109 — після 1146) — королева Угорщини, дружина короля Бели ІІ.

## Коротка біографія
Батько — Урош I Вуканович, великий жупан Рашки. Мати — Анна Діогене-Вуканович (Ганна Діогенісса). З благословення короля Іштвана II вийшла заміж за його двоюрідного брата Белу, який був осліплений за наказом Кальмана I, батька Іштвана. Після весілля король подарував молодій парі землі поблизу Толни.
Бела II був коронований 28 квітня 1131 року після смерті бездітного Іштвана. Ілона справляла сильний моральний вплив на свого сліпого чоловіка. Вона переконала його прихильників (при тому, що виховувала двох маленьких синів) очолити змову проти аристократії і помститися за осліпленого чоловіка. В результаті змови в Араді сталася різанина, в якій було вбито 68 представників угорського дворянства.
Після смерті чоловіка 13 лютого 1141 року старший син Геза II був коронований королем Угорщини, хоча був ще дитиною. Мати Гези, Ілона, і його дядько Белош Вуканович стали регентами, поступившись владу синові у вересні 1146 року по досягненні їм повноліття.

## Родина
Чоловік — Бела II (повінчалися у 1129 році, помер 13 лютого 1141).
Діти:
- Єлизавета (1129— до 1155) — дружина польського князя Мєшка III
- Геза II (1130—1162) — король Угорщини
- Ласло II (1131—1163) — король Угорщини
- Іштван IV (1133—1165) — король Угорщини
- Софія (1136 — ?) — черниця монастиря в Адмонте (Австрія)